# Acts of the Unspeakable
Albums de Autopsy
Mental Funeral
(1991) Shitfun
(1995)
Acts of the Unspeakable est le troisième album studio du groupe de Death metal américain Autopsy. L’album est sorti en 1992 sous le label Peaceville Records.
Cet album se démarque de ses prédécesseurs par la présence d'éléments Punk hardcore en plus des caractéristiques Death metal du groupe.
L’album a été ré-édité en 2003. L’intégralité des titres de leur EP Fiend for Blood a été ajoutée à la liste des titres.

## Musiciens
- Chris Reifert - chant, batterie
- Danny Coralles - guitare
- Eric Cutler - guitare
- Josh Barohn - basse

## Liste des morceaux
1. Meat – 2:38
2. Necrocannibalistic Vomitorium – 2:11
3. Your Rotting Face – 3:55
4. Blackness Within – 1:44
5. An Act of the Unspeakable – 2:25
6. Frozen with Fear – 0:30
7. Spinal Extraction – 0:21
8. Death Twitch – 2:13
9. Skullptures – 2:32
10. Pus / Rot – 4:01
11. Battery Acid Enema – 1:47
12. Lobotomized – 0:51
13. Funereality – 2:53
14. Tortured Moans of Agony – 0:45
15. Ugliness and Secretions – 1:09
16. Orgy in Excrements – 1:57
17. Voices – 2:07
18. Walls of the Coffin – 1:18